# ACS Șomuz Fălticeni
Asociația Clubul Sportiv Șomuz Fălticeni, cunoscut sub numele de ACS Șomuz Fălticeni sau Șomuz Fălticeni, este un club de fotbal profesionist din Fălticeni, Județul Suceava, România, care evoluează în prezent în Liga a III-a.
Șomuz Fălticeni a fost înființat în 2010, pentru a asigura continuitatea fotbalului în Fălticeni (al doilea oraș ca populație al județului Suceava) după dizolvarea predecesorilor săi, Foresta Fălticeni și Juventus Fălticeni. Șomuz Fălticeni a promovat pentru prima dată în istoria sa în Liga a III-a în 2018, după o încercare eșuată în 2016.

## Istoric
Istoria fotbalului profesionist la Fălticeni a început în 1954, odată cu înființarea Avântului Fălticeni. Avântul a fost mai cunoscut de-a lungul anilor sub numele de Foresta Fălticeni și a fost de departe cel mai de succes club din acest oraș, ajungând în finala Cupei României din 1967 (primul club care a atins o finală a Cupei României din al treilea eșalon) și a promovat și în prima divizie în 1997. După promovare, Foresta s-a mutat la Suceava și, ulterior, a revenit la Fălticeni, în 2003, dar s-a dizolvat după scurt timp. Moștenirea Forestei a fost dusă mai departe de diverse cluburi în următorii 7 ani, dar nimeni nu a obținut rezultate notabile, printre acestea, probabil cel mai cunoscut a fost Juventus Fălticeni (înființat în 2002 și desființat în 2008).
ACS Șomuz Fălticeni a fost înființată la 15 iulie 2010 și ulterior înscrisă în Liga a V-a. Ascensiunea lui Șomuz nu a fost una foarte rapidă, după ce clubul a câștigat Liga a V-a în 2012, a reușit să câștige divizia a IV-a abia în 2016, dar a ratat promovarea în Liga a III-a după un play-off dur de promovare împotriva lui FC Bistrița.
Șomuz a câștigat din nou Liga a IV-a Suceava în 2018, apoi a obținut o victorie generală cu 6–0 împotriva Flacărei Muntenii de Sus în play-off-ul pentru promovare, promovând pentru prima dată în Liga a III-a. În primele două sezoane, fălticenenii s-au clasat pe locurile 11 și 9 (din 16).

## Stadion
Șomuz Fălticeni își joacă meciurile de acasă pe Stadionul Constantin Jamaischi din Fălticeni, județul Suceava, cu o capacitate de 4.000 de persoane (300 pe scaune). Stadionul a fost renovat între 2017 și 2018 și acum este principalul stadion al orașului. Foresta Fălticeni își juca meciurile de acasă pe Stadionul Nada Florilor, cu o capacitate de 10.000 de persoane. Stadionul Nada Florilor a avut unele probleme de structură din anii 1990 iar după 2010 a fost abandonat de autoritățile locale, iar in schimb a fost renovat Stadionul Constantin Jamaischi.
Până la 31 iulie 2020, Stadionul Constantin Jamaischi era cunoscut drept Stadionul Tineretului, dar a fost redenumit în cinstea fostului jucător al Rapidului București, Constantin Jamaischi, născut la Fălticeni.

## Palmares
- Liga a IV-a – Județul Suceava
  - Câștigătoare (2): 2015–16, 2017–18
- Liga a V-a – Județul Suceava
  - Câștigătoare (1): 2011–12

## Oficialii clubului
| Rol                       | Nume               |
| ------------------------- | ------------------ |
| Proprietar                | Primăria Fălticeni |
| Președinte                | Cătălin Ungureanu  |
| Vicepreședinte            | Mădălin Franciuc   |
| Director executiv         | Alexandru Ursu     |
| Director sportiv          | Iulian Darabă      |
| Organizator de competiții | Radu Anania        |
| Delegat                   | Dumitru Hreamătă   |

| Rol                  | Nume                                     |
| -------------------- | ---------------------------------------- |
| Antrenor             | Iulian Ionesi                            |
| Antrenori secunzi    | Florin Ailenei Adrian Avrămia Marius Lup |
| Antrenori de portari | Ionuț Puianu Costel Apupăzoaie           |
| Antrenor de fitness  | Matei Balean                             |
| Doctori              | Manuela Velicu Cătălin Sandu             |
| Maseur               | Constantin Apetrei                       |

## Parcurscompetițional
| Sezon                    | Eșalon | Divizie                | Loc      | Cupa României |
| ------------------------ | ------ | ---------------------- | -------- | ------------- |
| 2022–23                  | 3      | Liga a III-a (Seria I) | TBD      |               |
| 2021–22                  | 3      | Liga a III-a (Seria I) | 6        | Șaisprezecimi |
| 2020–21                  | 3      | Liga a III-a (Seria I) | 7        |               |
| 2019–20                  | 3      | Liga a III-a (Seria I) | 9        |               |
| Liga a III-a 20182018–19 | 3      | Liga a III-a (Seria I) | 11       |               |
| 2017–18                  | 4      | Liga a IV-a (SV)       | 1 (C, P) |               |
| 2016–17                  | 4      | Liga a IV-a (SV)       | 4        |               |

| Sezon   | Eșalon | Divizie          | Loc      | Cupa României |
| ------- | ------ | ---------------- | -------- | ------------- |
| 2015–16 | 4      | Liga a IV-a (SV) | 1 (C)    |               |
| 2014–15 | 4      | Liga a IV-a (SV) | 5        |               |
| 2013–14 | 4      | Liga a IV-a (SV) | 4        |               |
| 2012–13 | 4      | Liga a IV-a (SV) | 10       |               |
| 2011–12 | 5      | Liga a V-a (SV)  | 1 (C, P) |               |
| 2010–11 | 5      | Liga a V-a (SV)  | 4        |               |